# Zalău
Zalău er en by, administrativt center i Sălaj distrikt i Transsylvanien, Rumænien. Zalău har 52.359(2021) indbyggere.